# Mikaël Silvestre
Mikaël Silvestre (Chambray-lès-Tours, Indre y Loira, Francia, 9 de agosto de 1977) es un exfutbolista francés. Jugaba de defensa central su último club fue el Chennaiyin F. C. de la Superliga de India.

## Trayectoria
Silvestre comenzó a jugar al fútbol con la Academia de Fútbol de Rennes en Bretaña y comenzó su carrera en la liga con el club francés en la temporada 1995-96. En 1998 fue vendido al Inter.
Para el Inter jugó sólo una temporada, aunque en poco tiempo logró ganarse el interés del Manchester United, que lo contrató en 1999. En United, ganó cinco ediciones de la Premier League y la Liga de campeones.
En 2008, se trasladó al Arsenal. Esta fue la primera negociación entre el Manchester Unitedy el Arsenal desde Viv Anderson, quien cambio de equipo en 1987. En el Arsenal, tan solo disputó 26 partidos de Premier League. Después de dos años en los Gunners fue despedido y se convirtió en agente libre.
Luego de dejar el Arsenal y tras el fin de la temporada 2008-09 Silvestre firmó un contrato de 2 años con el Werder Bremen de Alemania, dejando el equipo luego de la expiración de su contrato.
Tras un corto paso por el Portland Timbers de la MLS, ya en 2014 Silvestre arribó al Chennaiyin F. C. de India, tras cuatro meses en el equipo y luego de algunas especulaciones sobre su futuro decide retirarse del fútbol. 

## Selección nacional
Fue internacional con la selección de fútbol de Francia en 40 ocasiones marcando 2 goles. Habiendo participado en varios torneos con su seleccionado sus mayores éxitos fueron las 2 Copa FIFA Confederaciones logradas en 2001 y 2003, además de un subcampeonato en el Mundial de 2006.

### Participaciones en Copas del Mundo
| Copa                           | Sede                  | Resultado    |
| ------------------------------ | --------------------- | ------------ |
| Copa Mundial de Fútbol de 2002 | Corea del Sur y Japón | Primera fase |
| Copa Mundial de Fútbol de 2006 | Alemania              | Subcampeón   |

### Participaciones en Eurocopas
| Eurocopa      | Sede     | Resultado        |
| ------------- | -------- | ---------------- |
| Eurocopa 2004 | Portugal | Cuartos de final |

### Participaciones en Copa Confederaciones
| Copa                      | Sede                  | Resultado |
| ------------------------- | --------------------- | --------- |
| Copa Confederaciones 2001 | Corea del Sur y Japón | Campeón   |
| Copa Confederaciones 2003 | Francia               | Campeón   |

## Clubes
| Club              | País           | Año         |
| ----------------- | -------------- | ----------- |
| Stade Rennes      | Francia        | 1996 - 1998 |
| Inter de Milán    | Italia         | 1998 - 1999 |
| Manchester United | Inglaterra     | 1999 - 2008 |
| Arsenal F. C.     | Inglaterra     | 2008 - 2010 |
| Werder Bremen     | Alemania       | 2010 - 2012 |
| Portland Timbers  | Estados Unidos | 2013 - 2014 |
| Chennaiyin F. C.  | India          | 2014        |

## Palmarés

### Campeonatos nacionales
| Título           | Club              | País       | Año     |
| ---------------- | ----------------- | ---------- | ------- |
| Premier League   | Manchester United | Inglaterra | 1999-00 |
| Premier League   | Manchester United | Inglaterra | 2000-01 |
| Premier League   | Manchester United | Inglaterra | 2002-03 |
| Community Shield | Manchester United | Inglaterra | 2003    |
| FA Cup           | Manchester United | Inglaterra | 2003-04 |
| Copa de la Liga  | Manchester United | Inglaterra | 2005-06 |
| Premier League   | Manchester United | Inglaterra | 2006-07 |
| Community Shield | Manchester United | Inglaterra | 2007    |

### Copas internacionales
| Título                    | Club               | País       | Año     |
| ------------------------- | ------------------ | ---------- | ------- |
| Copa Intercontinental     | Manchester United  | Inglaterra | 1999    |
| Copa FIFA Confederaciones | Selección Francesa | Francia    | 2001    |
| Copa FIFA Confederaciones | Selección Francesa | Francia    | 2003    |
| Liga de Campeones         | Manchester United  | Inglaterra | 2007-08 |